# Тит Анніан Фаліск
Тит Анніан Фаліск (Titus Annianus Faliscus, II ст. н. е.) — визначний давньоримський поет часів правління імператорів Траяна та Адріана.

## Життєпис
Про народження та особисте життя Анніана немає жодних відомостей. Лише відомо, що Анніан був досить заможним, значну частину життя мешкав у своєму маєтку біля Фаліск (Етрурія), де зустрічав своїх друзів. Згадується у Авла Гелія. Поезія Анніана мала ухил до символізму, він розвивав теми своїх попередників, зокрема Катулла. Його вірші відрізнялися тонким ліризмом, стислістю композиції, легкими темами, метричними та лексичними складнощами. Основними темами віршів Анніана були любов, родини, стосунки поміж членами сім'ї. Дотепер відомо лише декілька уривків з віршів Тита Анніана. Колись вони складали збірки «Фаліскські вірші» та «Фесценни».